# Noite de Cinema (RTP2)
Noite de Cinema foi um programa de televisão português, uma sessão de filmes exibida pela RTP2, semanalmente à noite, onde se estrearam na RTP2 os mais célebres filmes da história da 7ª Arte.

## Filmes Exibidos no Noite de Cinema
Os filmes que foram estreados em televisão no "Noite de Cinema" foram dos mais variados tipos e os que mais fizeram sucesso na televisão, como demonstra a lista dos seguintes exemplos que apresentamos de filmes que foram estreados, exibidos ou reexibidos na rubrica "Noite de Cinema":

### 1970
| Dia de exibição        | Titulo do filme e ano               | País de origem | Elenco principal                                                               | Tempo de exibição   |
| ---------------------- | ----------------------------------- | -------------- | ------------------------------------------------------------------------------ | ------------------- |
| 21 de novembro de 1970 | Trinta Segundos sobre Tóquio (1944) | Estados Unidos | Van Johnson, Robert Walker, Spencer Tracy                                      | 1 hora e 50 minutos |
| 28 de novembro de 1970 | Desejo (1950)                       | Estados Unidos | Bing Crosby, Colleen Gray, Charles Bickford, Frances Gifford, William Demarest | 1 hora e 50 minutos |
| 5 de dezembro de 1970  | Balalaika (1939)                    | Estados Unidos | Nelson Eddy, Ilona Massey                                                      | 1 hora e 50 minutos |
| 12 de dezembro de 1970 | O Soldado da Rainha (1937)          | Estados Unidos | Shirley Temple, Victor McLaglen                                                | 1 hora e 35 minutos |
| 19 de dezembro de 1970 | Armadilha Amorosa (1955)            | Estados Unidos | Frank Sinatra, Debbie Reynolds, David Wayne, Celeste Holm                      | 1 hora e 45 minutos |

### 1971
| Dia de exibição      | Titulo do filme e ano     | País de origem | Elenco principal                                      | Tempo de exibição   |
| -------------------- | ------------------------- | -------------- | ----------------------------------------------------- | ------------------- |
| 2 de janeiro de 1971 | Uma Boa Piada (1951)      | Reino Unido    | Alastair Sim, Fay Compton, George Cole, Guy Middleton | 1 hora e 30 minutos |
| 9 de janeiro de 1971 | Cyrano de Bergerac (1950) | Estados Unidos | José Ferrer, Mala Powers, William Prince              | 1 hora e 30 minutos |